# 1995 dans les chemins de fer
Chronologie des chemins de fer
1994 dans les chemins de fer - 1995 - 1996 dans les chemins de fer

## Évènements

### Mars
- 20 mars, Japon :  Attentat au gaz sarin dans le métro de Tokyo.

### Avril
- 12 avril, États-Unis : la compagnie Chicago and Northwestern est absorbée par l'Union Pacific.

### Juillet
- 25 juillet, France : à Paris, un attentat à la bombe dans une rame du RER B à la station Saint-Michel fait 8 morts et plus de soixante blessés.

### Août
- 14 août, Malaisie : mise en service du premier train de banlieue électrique du pays, dans la banlieue de Kuala Lumpur.

### Septembre
- 11 septembre, France : à Paris, inauguration du tunnel de 2,5 km de long entre la station Châtelet-Les Halles et la gare de Lyon permettant la jonction des banlieues Nord et Sud-Est par le RER D.
- 23 septembre. États-Unis : le Burlington Northern Railroad et le Santa Fe Railroad fusionnent pour former le Burlington Northern Santa Fe Railway (BNSF), l'une des sept compagnies de classe 1 en Amérique du Nord.

### Octobre
- 17 octobre, France : à Paris, nouvel attentat à la bombe dans une rame du RER C entre les stations Saint-Michel et Musée d'Orsay (25 blessés, dont 5 graves).
- 28 octobre, Azerbaïdjan : catastrophe dans le métro de Bakou, où l'incendie d'une rame à l'heure de pointe fait 337 morts et 270 blessés.

### Novembre
- 16 novembre, Canada : privatisation du Canadien National, l'État cède la totalité du capital pour 2,16 milliards de dollars canadiens à des repreneurs privés canadiens et américains.
- 24 novembre, France : début de la longue grève des cheminots de la SNCF qui se poursuivra jusqu'à la mi-janvier 1996 et conduira à la création du syndicat SUD Rail.
- 29 novembre. France : la grève des cheminots s'étend à la RATP, bloquant l'Île-de-France.

### Décembre
- 19 décembre, Royaume-Uni : dans le cadre de la privatisation de British Rail, la filiale South West Trains est concédée pour sept ans à Stagecoach, première entreprise d'autocars de Grande-Bretagne.
- 20 décembre, France : Loïk Le Floch-Prigent est nommé président de la SNCF.